# Serie B Nazionale 2025-2026 (pallacanestro maschile)
La Serie B Nazionale 2025-26, denominata per ragioni di sponsorizzazione Serie B Old Wild West, è la quattordicesima edizione del secondo livello dilettantistico del campionato italiano di pallacanestro, la terza dopo la riforma avvenuta nell'estate 2022.

## Stagione

### Novità
In sostituzione delle promosse in Serie A2, Roseto, Ruvo di Puglia e Mestre sono retrocesse in Serie B Nazionale Piacenza, Nardò e Vigevano.
Mentre in sostituzione delle retrocesse Fiorenzuola, Ragusa, Cassino e Chieti, esclusa dal precedente campionato di Serie B Nazionale, sono stato promosse, dalla Serie B Interregionale, Quarrata, Ferrara, Loreto e Piazza Armerina.

#### Aggiornamenti
La LNP a seguito delle rinunce a disputare il campionato da parte di Nardò, Cassino e la Npc Rieti, decide di ripescare Fiorenzuola e modificare il format del campionato portandolo a trentotto squadre suddivise in due gironi.

### Formula
Partecipano al campionato 38 squadre divise in due gironi da 19 squadre ciascuno. Ogni formazione disputerà un totale di 36 partite, in gare di andata e ritorno. La squadra classificata al 19º posto retrocederà direttamente in Serie B Interregionale.

La seconda fase del campionato prevederà una fase play-off a cui accedono direttamente le squadre classificate dal 1º al 6º posto nella fase di qualificazione del proprio girone e le 2 formazioni vincitrici dei play-in, disputati su due turni tra le formazioni classificate dal 7º al 12º posto della fase di qualificazione.

Il primo turno dei play-in vedrà confrontarsi, in una gara unica in casa della meglio classificata, le squadre piazzatesi nona e dodicesima, e le compagini al decimo e all'undicesimo posto, nello stesso girone. Le due vincitrici accederanno al secondo turno in cui affronteranno 7ª (nel caso della vincente delle gare tra decima e undicesima) e 8ª classificata (per la vincente delle partite tra nona e dodicesima) della fase di qualificazione, di nuovo in gara unica in casa della meglio classificata. Verranno così determinate le ultime due squadre ad accedere al tabellone play-off che consisterà in serie al meglio delle cinque gare.

Le squadre vincenti le due finali dei tabelloni play-off verranno promosse in Serie A2. La terza promozione sarà determinata da uno spareggio in campo neutro, in gara unica, tra le perdenti delle due finali Playoff.

Le squadre classificate dal 15º al 18º posto nella fase di qualificazione di ognuno dei due gironi accederanno ai play-out. Le squadre coinvolte si incontreranno tra di loro in un tabellone incrociato tra i due gironi, in una serie al meglio delle cinque partite. Le vincenti del primo turno si salvano; le perdenti accedono al secondo turno. Il secondo turno consiste in una nuova serie al meglio delle cinque partite. Le due vincenti del secondo turno si salvano, mentre le perdenti retrocedono in Serie B Interregionale.

## Girone A

### Squadre
| Squadra                     | Stagione | Città                   | Palazzetto                  | Stagione precedente                                                             |
| --------------------------- | -------- | ----------------------- | --------------------------- | ------------------------------------------------------------------------------- |
| Fortitudo Agrigento         | dettagli | Agrigento               | PalaMoncada                 | 7ª in Serie B Nazionale Girone A                                                |
| Orlandina                   | dettagli | Capo d'Orlando (ME)     | PalaFantozzi                | 4ª in Serie B Nazionale Girone A                                                |
| Aurora Desio                | dettagli | Desio (MB)              | PalaDesio                   | 16ª in Serie B Nazionale Girone A                                               |
| Fulgor Fidenza              | dettagli | Fidenza (PR)            | Palapatrizzoli              | 10ª in Serie B Nazionale Girone A                                               |
| Pall. Fiorenzuola           | dettagli | Fiorenzuola d'Arda (PC) | PalaMagni                   | 18ª in Serie B Nazionale Girone A, ripescata                                    |
| Legnano Basket              | dettagli | Legnano (MI)            | PalaBorsani (Castellanza)   | 2ª in Serie B Nazionale Girone A                                                |
| Virtus Lumezzane            | dettagli | Lumezzane (BS)          | Pala LumEnergia             | 12ª in Serie B Nazionale Girone B                                               |
| Monferrato Basket           | dettagli | Casale Monferrato (AL)  | PalaFerraris                | 9ª in Serie B Nazionale Girone A                                                |
| Pall. Montecatini           | dettagli | Montecatini Terme (PT)  | PalaCarrara (Pistoia)       | 3ª in Serie B Nazionale Girone B                                                |
| Herons Montecatini          | dettagli | Montecatini Terme (PT)  | PalaTagliate (Lucca)        | 4ª in Serie B Nazionale Girone B                                                |
| Fulgor Omegna               | dettagli | Omegna (VB)             | PalaCipir (Gravellona Toce) | 5ª in Serie B Nazionale Girone A                                                |
| Basket Orzinuovi            | dettagli | Orzinuovi (BS)          | PalaBertocchi               | Nuova società                                                                   |
| Siaz Basket Piazza Armerina | dettagli | Piazza Armerina (EN)    | PalaFerraro (EN)            | 4ª in Serie B Interregionale Division H, promossa ai play-off di Conference Sud |
| Bakery Piacenza             | dettagli | Piacenza                | PalaFranzanti               | 15ª in Serie B Nazionale Girone A                                               |
| U.C.C. Piacenza             | dettagli | Piacenza                | PalaBanca                   | 20ª in Serie A2, retrocessa                                                     |
| Rucker SanVe                | dettagli | San Vendemiano (TV)     | Zoppas Arena                | 3ª in Serie B Nazionale Girone A                                                |
| Treviglio Brianza           | dettagli | Treviglio (BG)          | PalaFacchetti               | 1ª in Serie B Nazionale Girone A                                                |
| Vicenza                     | dettagli | Vicenza                 | Palasport Città di Vicenza  | 11ª in Serie B Nazionale Girone A                                               |
| Pall. Vigevano              | dettagli | Vigevano (PV)           | PalaElachem                 | 18ª in Serie A2, retrocessa                                                     |

### Allenatori e primatisti
| Squadra                     | Allenatore | Capitano | Cestista più presente | Miglior marcatore |
| --------------------------- | ---------- | -------- | --------------------- | ----------------- |
| Fortitudo Agrigento         |            |          |                       |                   |
| Orlandina                   |            |          |                       |                   |
| Aurora Desio                |            |          |                       |                   |
| Fulgor Fidenza              |            |          |                       |                   |
| Pall. Fiorenzuola           |            |          |                       |                   |
| Legnano Basket              |            |          |                       |                   |
| Virtus Lumezzane            |            |          |                       |                   |
| Monferrato Basket           |            |          |                       |                   |
| Pall. Montecatini           |            |          |                       |                   |
| Herons Montecatini          |            |          |                       |                   |
| Fulgor Omegna               |            |          |                       |                   |
| Basket Orzinuovi            |            |          |                       |                   |
| Siaz Basket Piazza Armerina |            |          |                       |                   |
| Bakery Piacenza             |            |          |                       |                   |
| U.C.C. Piacenza             |            |          |                       |                   |
| Rucker SanVe                |            |          |                       |                   |
| Treviglio Brianza           |            |          |                       |                   |
| Vicenza                     |            |          |                       |                   |
| Pall. Vigevano              |            |          |                       |                   |

### Fase di qualificazione

#### Classifica
|  | Pos. | Squadra                | PT | G | V | P | PF | PS | Dif | SD |
|  | ---- | ---------------------- | -- | - | - | - | -- | -- | --- | -- |
|  | 1.   | Fortitudo Agrigento    | 0  | 0 | 0 | 0 | 0  | 0  | 0   |    |
|  | 2.   | Orlandina              | 0  | 0 | 0 | 0 | 0  | 0  | 0   |    |
|  | 3.   | Aurora Desio           | 0  | 0 | 0 | 0 | 0  | 0  | 0   |    |
|  | 4.   | Fulgor Fidenza         | 0  | 0 | 0 | 0 | 0  | 0  | 0   |    |
|  | 5.   | Pall. Fiorenzuola      | 0  | 0 | 0 | 0 | 0  | 0  | 0   |    |
|  | 6.   | Legnano Basket         | 0  | 0 | 0 | 0 | 0  | 0  | 0   |    |
|  | 7.   | Virtus Lumezzane       | 0  | 0 | 0 | 0 | 0  | 0  | 0   |    |
|  | 8.   | Monferrato Basket      | 0  | 0 | 0 | 0 | 0  | 0  | 0   |    |
|  | 9.   | Pall. Montecatini      | 0  | 0 | 0 | 0 | 0  | 0  | 0   |    |
|  | 10.  | Herons Montecatini     | 0  | 0 | 0 | 0 | 0  | 0  | 0   |    |
|  | 11.  | Fulgor Omegna          | 0  | 0 | 0 | 0 | 0  | 0  | 0   |    |
|  | 12.  | Basket Orzinuovi       | 0  | 0 | 0 | 0 | 0  | 0  | 0   |    |
|  | 13.  | Basket Piazza Armerina | 0  | 0 | 0 | 0 | 0  | 0  | 0   |    |
|  | 14.  | Bakery Piacenza        | 0  | 0 | 0 | 0 | 0  | 0  | 0   |    |
|  | 15.  | U.C.C. Piacenza        | 0  | 0 | 0 | 0 | 0  | 0  | 0   |    |
|  | 16.  | Rucker SanVe           | 0  | 0 | 0 | 0 | 0  | 0  | 0   |    |
|  | 17.  | Treviglio Brianza      | 0  | 0 | 0 | 0 | 0  | 0  | 0   |    |
|  | 18.  | Vicenza                | 0  | 0 | 0 | 0 | 0  | 0  | 0   |    |
|  | 19.  | Pall. Vigevano         | 0  | 0 | 0 | 0 | 0  | 0  | 0   |    |

Legenda:
      Ammesse ai play-off.
      Partecipante al girone play-in.
 Promossa dopo i play-off in Serie A2.
      Partecipante al girone play-out.
 Retrocessa in Serie B Interregionale.
      Retrocessa direttamente in Serie B Interregionale.
  Vincitrice della Supercoppa LNP 2025
  Vincitrice della Coppa Italia 2026
Regolamento:
Due punti a vittoria, zero a sconfitta. In caso di parità tra due squadre si considera la differenza canestri degli scontri diretti, in caso di scarto nullo si considera il coefficiente canestri (PF/PS)
Note:

## Girone B

### Squadre
| Squadra              | Stagione | Città                 | Palazzetto                     | Stagione precedente                                                                    |
| -------------------- | -------- | --------------------- | ------------------------------ | -------------------------------------------------------------------------------------- |
| Juvecaserta          | dettagli | Caserta               | PalaPiccolo                    | 13ª in Serie B Nazionale Girone B                                                      |
| PSA Basket Casoria   | dettagli | Casoria (NA)          |                                | Nuova società                                                                          |
| San Giobbe Chiusi    | dettagli | Chiusi (SI)           | PalaPania                      | 10ª in Serie B Girone B                                                                |
| Janus Fabriano       | dettagli | Fabriano (AN)         | PalaChemiba (Cerreto d'Esi)    | 9ª in Serie B Nazionale Girone B                                                       |
| Raggisolaris Faenza  | dettagli | Faenza (RA)           | PalaCattani                    | 8ª in Serie B Nazionale Girone A                                                       |
| Ferrara Basket 2018  | dettagli | Ferrara               | Giuseppe Bondi Arena           | 2ª in Serie B Interregionale Division D, promossa ai play-off di Conference Nord-Est   |
| A. Costa Imola       | dettagli | Imola (BO)            | PalaRuggi                      | 14ª in Serie B Nazionale Girone A                                                      |
| Virtus Imola         | dettagli | Imola (BO)            | PalaRuggi                      | 13ª in Serie B Nazionale Girone A                                                      |
| Jesi Academy         | dettagli | Jesi (AN)             | PalaTriccoli                   | 8ª in Serie B Nazionale Girone B                                                       |
| Latina Basket        | dettagli | Latina                | PalaSport (Cisterna di Latina) | 17ª in Serie B Nazionale Girone B                                                      |
| Pielle Livorno       | dettagli | Livorno               | PalaMacchia                    | 6ª in Serie B Nazionale Girone B                                                       |
| Power Basket Nocera  | dettagli | Nocera Inferiore (SA) |                                | Nuova società                                                                          |
| Loreto Basket        | dettagli | Pesaro                | PalaCampanara                  | 2ª in Serie B Interregionale Division E, promossa ai play-off di Conference Centro     |
| Golfo Piombino       | dettagli | Piombino (LI)         | Palasport Tenda                | 16ª in Serie B Nazionale Girone B                                                      |
| Dany Basket Quarrata | dettagli | Quarrata (PT)         | PalaMelo                       | 5ª in Serie B Interregionale Division B, promossa ai play-off di Conference Nord-Ovest |
| Basket Ravenna       | dettagli | Ravenna               | PalaDeAndrè                    | 12ª in Serie B Nazionale Girone B                                                      |
| LUISS Roma           | dettagli | Roma                  | Palazzetto dello Sport         | 7ª in Serie B Nazionale Girone B                                                       |
| Virtus Roma 1960     | dettagli | Roma                  | Palazzetto dello Sport         | 5ª in Serie B Nazionale Girone B                                                       |
| San Severo           | dettagli | San Severo (FG)       | Palasport Falcone e Borsellino | 14ª in Serie B Nazionale Girone B                                                      |

### Allenatori e primatisti
| Squadra              | Allenatore | Capitano | Cestista più presente | Miglior marcatore |
| -------------------- | ---------- | -------- | --------------------- | ----------------- |
| Juvecaserta          |            |          |                       |                   |
| PSA Basket Casoria   |            |          |                       |                   |
| San Giobbe Chiusi    |            |          |                       |                   |
| Janus Fabriano       |            |          |                       |                   |
| Raggisolaris Faenza  |            |          |                       |                   |
| Ferrara Basket 2018  |            |          |                       |                   |
| A. Costa Imola       |            |          |                       |                   |
| Virtus Imola         |            |          |                       |                   |
| Jesi Academy         |            |          |                       |                   |
| Latina Basket        |            |          |                       |                   |
| Pielle Livorno       |            |          |                       |                   |
| Power Basket Nocera  |            |          |                       |                   |
| Loreto Basket Pesaro |            |          |                       |                   |
| Golfo Piombino       |            |          |                       |                   |
| Dany Basket Quarrata |            |          |                       |                   |
| Basket Ravenna       |            |          |                       |                   |
| LUISS Roma           |            |          |                       |                   |
| Virtus Roma 1960     |            |          |                       |                   |
| San Severo           |            |          |                       |                   |

### Fase di qualificazione

#### Classifica
|  | Pos. | Squadra              | PT | G | V | P | PF | PS | Dif | SD |
|  | ---- | -------------------- | -- | - | - | - | -- | -- | --- | -- |
|  | 1.   | Juvecaserta          | 0  | 0 | 0 | 0 | 0  | 0  | 0   |    |
|  | 2.   | PSA Basket Casoria   | 0  | 0 | 0 | 0 | 0  | 0  | 0   |    |
|  | 3.   | San Giobbe Chiusi    | 0  | 0 | 0 | 0 | 0  | 0  | 0   |    |
|  | 4.   | Janus Fabriano       | 0  | 0 | 0 | 0 | 0  | 0  | 0   |    |
|  | 5.   | Raggisolaris Faenza  | 0  | 0 | 0 | 0 | 0  | 0  | 0   |    |
|  | 6.   | Ferrara Basket 2018  | 0  | 0 | 0 | 0 | 0  | 0  | 0   |    |
|  | 7.   | A. Costa Imola       | 0  | 0 | 0 | 0 | 0  | 0  | 0   |    |
|  | 8.   | Virtus Imola         | 0  | 0 | 0 | 0 | 0  | 0  | 0   |    |
|  | 9.   | Jesi Academy         | 0  | 0 | 0 | 0 | 0  | 0  | 0   |    |
|  | 10.  | Latina Basket        | 0  | 0 | 0 | 0 | 0  | 0  | 0   |    |
|  | 11.  | Pielle Livorno       | 0  | 0 | 0 | 0 | 0  | 0  | 0   |    |
|  | 12.  | Power Basket Nocera  | 0  | 0 | 0 | 0 | 0  | 0  | 0   |    |
|  | 13.  | Loreto Basket Pesaro | 0  | 0 | 0 | 0 | 0  | 0  | 0   |    |
|  | 14.  | Golfo Piombino       | 0  | 0 | 0 | 0 | 0  | 0  | 0   |    |
|  | 15.  | Dany Basket Quarrata | 0  | 0 | 0 | 0 | 0  | 0  | 0   |    |
|  | 16.  | Basket Ravenna       | 0  | 0 | 0 | 0 | 0  | 0  | 0   |    |
|  | 17.  | LUISS Roma           | 0  | 0 | 0 | 0 | 0  | 0  | 0   |    |
|  | 18.  | Virtus Roma 1960     | 0  | 0 | 0 | 0 | 0  | 0  | 0   |    |
|  | 19.  | San Severo           | 0  | 0 | 0 | 0 | 0  | 0  | 0   |    |

Legenda:
      Ammesse ai play-off
      Partecipante al Girone play-in
 Promossa dopo i play-off in Serie A2.
      Partecipante al Girone play-out
 Retrocessa in Serie B Interregionale
      Retrocessa direttamente in Serie B Interregionale.
 Esclusa dal campionato.
  Vincitrice della Supercoppa LNP 2025
  Vincitrice della Coppa Italia 2026
Regolamento:
Due punti a vittoria, zero a sconfitta. In caso di parità tra due squadre si considera la differenza canestri degli scontri diretti, in caso di scarto nullo si considera il coefficiente canestri (PF/PS)
Note:

## Post season

### Tabellone 1

#### Play-in
|  | Primo turno | Primo turno | Primo turno |  |  | Secondo turno | Secondo turno | Secondo turno |  |  | Qualificate ai play-off | Qualificate ai play-off | Qualificate ai play-off |  |
|  |             |             |             |  |  |               |               |               |  |  |                         |                         |                         |  |
|  | 9B          |             |             |  |  |               |               |               |  |  |                         |                         |                         |  |
|  |             |             |             |  |  |               |               |               |  |  |                         |                         |                         |  |
|  | 12B         |             |             |  |  |               |               |               |  |  |                         |                         |                         |  |
|  |             | 8B          |             |  |  |               |               |               |  |  |                         |                         |                         |  |
|  |             |             |             |  |  |               |               |               |  |  |                         |                         |                         |  |
|  |             |             |             |  |  |               |               |               |  |  |                         |                         |                         |  |
|  |             |             |             |  |  |               |               |               |  |  |                         |                         |                         |  |
|  |             |             |             |  |  |               |               |               |  |  |                         |                         |                         |  |
|  |             |             |             |  |  |               |               |               |  |  |                         |                         |                         |  |
|  |             | 8           |             |  |  |               |               |               |  |  |                         |                         |                         |  |
|  |             |             |             |  |  |               |               |               |  |  |                         |                         |                         |  |
|  |             |             | 7           |  |  |               |               |               |  |  |                         |                         |                         |  |
|  | 10A         |             |             |  |  |               |               |               |  |  |                         |                         |                         |  |
|  |             |             |             |  |  |               |               |               |  |  |                         |                         |                         |  |
|  | 11A         |             |             |  |  |               |               |               |  |  |                         |                         |                         |  |
|  |             | 7A          |             |  |  |               |               |               |  |  |                         |                         |                         |  |
|  |             |             |             |  |  |               |               |               |  |  |                         |                         |                         |  |
|  |             |             |             |  |  |               |               |               |  |  |                         |                         |                         |  |

#### Playoff
|  | Quarti di finale | Quarti di finale | Quarti di finale | Quarti di finale | Quarti di finale | Quarti di finale | Quarti di finale |  |  | Semifinali | Semifinali | Semifinali | Semifinali | Semifinali | Semifinali | Semifinali |  |  | Finale | Finale | Finale | Finale | Finale | Finale | Finale |  |
|  |                  |                  |                  |                  |                  |                  |                  |  |  |            |            |            |            |            |            |            |  |  |        |        |        |        |        |        |        |  |
|  | 1A               |                  |                  |                  |                  |                  |                  |  |  |            |            |            |            |            |            |            |  |  |        |        |        |        |        |        |        |  |
|  | 8B               |                  |                  |                  |                  |                  |                  |  |  |            |            |            |            |            |            |            |  |  |        |        |        |        |        |        |        |  |
|  | 4B               |                  |                  |                  |                  |                  |                  |  |  |            |            |            |            |            |            |            |  |  |        |        |        |        |        |        |        |  |
|  | 5A               |                  |                  |                  |                  |                  |                  |  |  |            |            |            |            |            |            |            |  |  |        |        |        |        |        |        |        |  |
|  | 3A               |                  |                  |                  |                  |                  |                  |  |  |            |            |            |            |            |            |            |  |  |        |        |        |        |        |        |        |  |
|  | 6B               |                  |                  |                  |                  |                  |                  |  |  |            |            |            |            |            |            |            |  |  |        |        |        |        |        |        |        |  |
|  | 2B               |                  |                  |                  |                  |                  |                  |  |  |            |            |            |            |            |            |            |  |  |        |        |        |        |        |        |        |  |
|  | 7A               |                  |                  |                  |                  |                  |                  |  |  |            |            |            |            |            |            |            |  |  |        |        |        |        |        |        |        |  |

### Tabellone 2

#### Play-in
|  | Primo turno | Primo turno | Primo turno |  |  | Secondo turno | Secondo turno | Secondo turno |  |  | Qualificate ai play-off | Qualificate ai play-off | Qualificate ai play-off |  |
|  |             |             |             |  |  |               |               |               |  |  |                         |                         |                         |  |
|  | 9A          |             |             |  |  |               |               |               |  |  |                         |                         |                         |  |
|  |             |             |             |  |  |               |               |               |  |  |                         |                         |                         |  |
|  | 12A         |             |             |  |  |               |               |               |  |  |                         |                         |                         |  |
|  |             | 8A          |             |  |  |               |               |               |  |  |                         |                         |                         |  |
|  |             |             |             |  |  |               |               |               |  |  |                         |                         |                         |  |
|  |             |             |             |  |  |               |               |               |  |  |                         |                         |                         |  |
|  |             |             |             |  |  |               |               |               |  |  |                         |                         |                         |  |
|  |             |             |             |  |  |               |               |               |  |  |                         |                         |                         |  |
|  |             |             |             |  |  |               |               |               |  |  |                         |                         |                         |  |
|  |             | 8           |             |  |  |               |               |               |  |  |                         |                         |                         |  |
|  |             |             |             |  |  |               |               |               |  |  |                         |                         |                         |  |
|  |             |             | 7           |  |  |               |               |               |  |  |                         |                         |                         |  |
|  | 10B         |             |             |  |  |               |               |               |  |  |                         |                         |                         |  |
|  |             |             |             |  |  |               |               |               |  |  |                         |                         |                         |  |
|  | 11B         |             |             |  |  |               |               |               |  |  |                         |                         |                         |  |
|  |             | 7B          |             |  |  |               |               |               |  |  |                         |                         |                         |  |
|  |             |             |             |  |  |               |               |               |  |  |                         |                         |                         |  |
|  |             |             |             |  |  |               |               |               |  |  |                         |                         |                         |  |

#### Play-off
|  | Quarti di finale | Quarti di finale | Quarti di finale | Quarti di finale | Quarti di finale | Quarti di finale | Quarti di finale |  |  | Semifinali | Semifinali | Semifinali | Semifinali | Semifinali | Semifinali | Semifinali |  |  | Finale | Finale | Finale | Finale | Finale | Finale | Finale |  |
|  |                  |                  |                  |                  |                  |                  |                  |  |  |            |            |            |            |            |            |            |  |  |        |        |        |        |        |        |        |  |
|  | 1B               |                  |                  |                  |                  |                  |                  |  |  |            |            |            |            |            |            |            |  |  |        |        |        |        |        |        |        |  |
|  | 8A               |                  |                  |                  |                  |                  |                  |  |  |            |            |            |            |            |            |            |  |  |        |        |        |        |        |        |        |  |
|  | 4A               |                  |                  |                  |                  |                  |                  |  |  |            |            |            |            |            |            |            |  |  |        |        |        |        |        |        |        |  |
|  | 5B               |                  |                  |                  |                  |                  |                  |  |  |            |            |            |            |            |            |            |  |  |        |        |        |        |        |        |        |  |
|  | 3B               |                  |                  |                  |                  |                  |                  |  |  |            |            |            |            |            |            |            |  |  |        |        |        |        |        |        |        |  |
|  | 6A               |                  |                  |                  |                  |                  |                  |  |  |            |            |            |            |            |            |            |  |  |        |        |        |        |        |        |        |  |
|  | 2A               |                  |                  |                  |                  |                  |                  |  |  |            |            |            |            |            |            |            |  |  |        |        |        |        |        |        |        |  |
|  | 7B               |                  |                  |                  |                  |                  |                  |  |  |            |            |            |            |            |            |            |  |  |        |        |        |        |        |        |        |  |

### Spareggio Promozione
|  | Spareggio promozione |  |  |  |  |  |
|  |                      |  |  |  |  |  |
|  |                      |  |  |  |  |  |
|  |                      |  |  |  |  |  |

### Play-out

#### Tabellone 1
|  | Primo turno | Primo turno | Primo turno | Primo turno | Primo turno | Primo turno | Primo turno |  |  | Secondo turno | Secondo turno | Secondo turno | Secondo turno | Secondo turno | Secondo turno | Secondo turno |  |
|  |             |             |             |             |             |             |             |  |  |               |               |               |               |               |               |               |  |
|  | 15A         |             |             |             |             |             |             |  |  |               |               |               |               |               |               |               |  |
|  | 18B         |             |             |             |             |             |             |  |  |               |               |               |               |               |               |               |  |
|  | 16B         |             |             |             |             |             |             |  |  |               |               |               |               |               |               |               |  |
|  | 17A         |             |             |             |             |             |             |  |  |               |               |               |               |               |               |               |  |

#### Tabellone 2
|  | Primo turno | Primo turno | Primo turno | Primo turno | Primo turno | Primo turno | Primo turno |  |  | Secondo turno | Secondo turno | Secondo turno | Secondo turno | Secondo turno | Secondo turno | Secondo turno |  |
|  |             |             |             |             |             |             |             |  |  |               |               |               |               |               |               |               |  |
|  | 15B         |             |             |             |             |             |             |  |  |               |               |               |               |               |               |               |  |
|  | 18A         |             |             |             |             |             |             |  |  |               |               |               |               |               |               |               |  |
|  | 16A         |             |             |             |             |             |             |  |  |               |               |               |               |               |               |               |  |
|  | 17B         |             |             |             |             |             |             |  |  |               |               |               |               |               |               |               |  |

## Verdetti

### Promozioni in Serie A2
- Vincitrice Play-Off Tabellone 1:
- Vincitrice Play-Off Tabellone 2:
- Vincitrice Spareggio Promozione:

### Altri Verdetti
- Retrocessioni:
- Coppa Italia LNP:
- Supercoppa LNP: